# Zespół arachnomelii

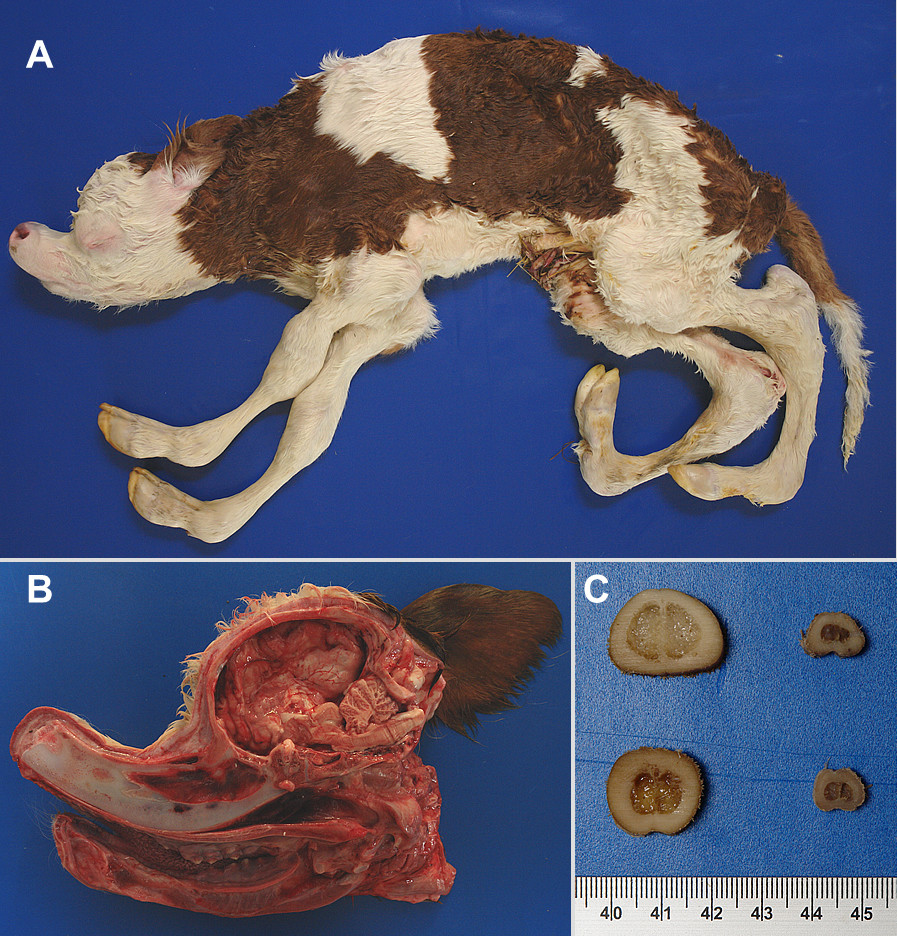
Cielę z cechami zespołu arachnomelii. Widoczna dolichostenomelia, wklęsły kształt kości czołowych i kifoza.

Zespół arachnomelii (ang. syndrome of arachnomelia) – zespół malformacji obserwowany u niektórych ras bydła domowego. W latach 1964–1974 zespół odnotowywano głównie w populacji simentali. W latach 80. choroba dotyczyła głównie szwajcarskiego bydła brunatnego. U tej ostatniej rasy rozpoznano autosomalny dominujący sposób dziedziczenia wad i ograniczono liczbę urodzeń chorych cieląt przez eliminację nosicieli genu.
Na zespół malformacji składają się długie, „pająkowate” kończyny (dolichostenomelia), wklęsłe kości czołowe, brachygnacja, kifoza, niekiedy wodogłowie. Kości są łamliwe.